# Rossiglione
Rossiglione (liguriska: Roscigion) är en ort och kommun i  storstadsregionen Genua, innan 2015 provinsen Genova, i regionen Ligurien i Italien. Kommunen hade 2 651 invånare (2018).